# Nohao
Nohao est une localité située dans le département de Bitou de la province du Boulgou dans la région Centre-Est au Burkina Faso.

## Géographie
La commune est traversée par la route nationale 16.

## Histoire
Le 15 février 2019, le poste de douane de Nohao est attaqué par un groupe armé faisant cinq morts parmi les douaniers.
Le 6 aout 2023, des terroristes du JNIM ont attaqué des véhicules sur la RN16, 26 civils tué et plusieurs blessés

## Démographie
| 2003  | 2006  | 2012 |
| ----- | ----- | ---- |
| 1 555 | 2 176 | -    |

## Santé et éducation
Le centre de soins le plus proche de Nohao est le centre médical (CM) de Bitou tandis que le centre médical avec antenne chirurgicale (CMA) de la province se trouve à Tenkodogo.
Nohao possède une école primaire publique. 